# Ken-ichi Kawarabayashi
Ken-ichi Kawarabayashi (en  japonais : 河原林 健一, né le 22 mai 1975 à Tokyo) est un théoricien des graphes japonais, professeur au National Institute of Informatics (en) à Tokyo ; il est connu pour ses recherches en théorie des graphes, en particulier sur la théorie des mineurs de graphes et les algorithmes de graphes.

## Carrière
Kawarabayashi est né le 22 mai 1975 à Tokyo. Il obtient un baccalauréat en mathématiques à l'Université Keiō en 1998, une maîtrise à Keiō en 2000 et un doctorat à Keiō en 2001, pour des recherches concernant la conjecture Lovasz-Woodall sous la supervision de Katsuhiro Ota, ; titre de la thèse :  « A Study on Hamiltonian Cycles and Related Topics ». Après des postes à l'Université Vanderbilt  et sous la supervision de Paul Seymour à l'Université de Princeton, il devient professeur assistant à l'Université du Tōhoku en 2003, et rejoint l'Institut national d'informatique en 2006.

## Publications (sélection)
Zentralblatt MATH mentionne 232 articles, parmi lesquels : 
- Erik D. Demaine, MohammadTaghi Hajiaghayi et Ken-Ichi Kawarabayashi, « Algorithmic graph minor theory: Improved grid minor bounds and Wagner’s contraction », Algorithmica, vol. 54, no 2,‎ 2009, p. 142-180 (zbMATH 1184.05121).
- Ken-Ichi Kawarabayashi, Yusuke Kobayashi et Bruce Reed, « The disjoint paths problem in quadratic time », J. Comb. Theory, Ser. B, vol. 102, no 2,‎ 2012, p. 424-435 (zbMATH 1298.05296).
- Ken-Ichi Kawarabayashi et Benjamin Rossman, « A polynomial excluded-minor approximation of treedepth », J. Eur. Math. Soc., vol. 24, no 4,‎ 2022, p. 1449-1470 (zbMATH 07499456).
- Ken-Ichi Kawarabayashi et Stephan Kreutzer, « Towards the graph minor theorems for directed graphs », Lect. Notes Comput. Sci. 9135, vol. 9135 « Automata, languages, and programming. 42nd international colloquium, ICALP 2015 »,‎ 2015, p. 3-10 (zbMATH 1448.05189).

## Distinctions
En 2003, Kawarabayashi est l'un des trois lauréats de la médaille Kirkman de l'Institut de combinatoire et ses applications, un prix décerné chaque année à des chercheurs dans les quatre ans suivant leur doctorat. En 2015, il est lauréat du Spring Prize de la Société mathématique du Japon, sa plus haute distinction. Il a été conférencier principal à l'International Colloquium on Automata, Languages and Programming en 2015. En 2021, il est lauréat du prix Fulkerson avec Mikkel Thorup (en) pour Deterministic Edge Connectivity in Near-Linear Time.